# Vinorodna dežela Podravje
Vinorodna dežela Podravje je z okrog 6641 hektarji druga po velikosti izmed treh slovenskih vinorodnih dežel in se tudi  po skupni pridelavi vina uvršča na drugo mesto (za vinorodno deželo Primorsko).  Vinorodna dežela Podravje je razdeljena na dva vinorodna okoliša, in sicer na Vinorodni okoliš Štajerska Slovenija(6113 ha) in vinorodni okoliš Prekmurje(528 ha). 
V vinorodni deželi Podravje prevladuje pridelava belega vina.